# Invasão alienígena

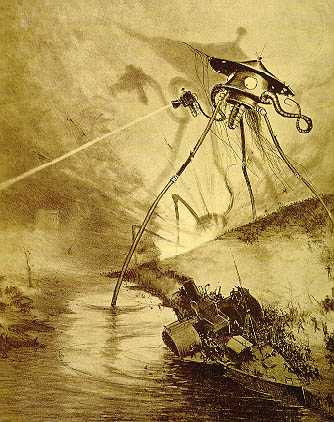
Ilustração de Henrique Alvim Corrêa, mostrando um tripod em ação, na capa da edição francesa de 1906 de "A Guerra dos Mundos".

A invasão alienígena é um tema comum em histórias e filmes de ficção científica, nos quais uma sociedade extraterrestre tecnologicamente superior invade a Terra com o intuito de tomar o lugar da espécie humana ou de escravizá-la sob um sistema colonial, ou, em alguns casos, para usar os humanos como comida.
O cenário da invasão tem sido usado como uma alegoria para protestos contra a hegemonia militar e os males sociais de uma época. The War of the Worlds de H.G. Wells é visto geralmente como uma acusação ao colonialismo europeu e sua "diplomacia das canhoneiras" — estabelecendo um tema comum para futuras histórias de invasão alienígena, o que força as audiências nas sociedades do mundo ocidental a simpatizar com os conquistados e não com os conquistadores.
Perspectivas de invasão tendem a variar de acordo com o estado corrente do mundo e a percepção que se tem da ameaça. A invasão alienígena foi uma metáfora comum na ficção científica estadunidense durante a Guerra Fria, ilustrando os medos quanto à ocupação estrangeira (isto é, comunista) e a devastação nuclear do povo norte-americano. Exemplos destas histórias incluem "The Liberation of Earth" de  William Tenn e The Body Snatchers.
Deve ser notado que os alinígenas tendem a observar (valendo-se de experimentos, em alguns casos) ou invadir (como em Plan 9 from Outer Space e com os daleks da série de televisão "Dr. Who" e outros) em vez de ajudar a população da Terra a adquirir a capacidade para participar em assuntos interplanetários, com poucas exceções, como no encontro original envolvendo os vulcanos de Star Trek: First Contact.

## Variações
Os cenários mais comuns de invasão alienígena envolvem os extraterrestres pousando na Terra, destruindo ou abduzindo pessoas, combatendo e derrotando as forças militares terrestres e em seguida, destruindo as principais cidades do planeta. Geralmente, o grosso das histórias segue as batalhas entre os invasores e os exércitos da Terra, como em The War of the Worlds. Todavia, nem todas as histórias de invasão alienígena seguem este enredo. Em alguns relatos, os invasores alienígenas irão disfarçadamente subverter a sociedade humana usando disfarces, mudança de aparência ou aliados humanos. Em outras histórias, os alienígenas obtém uma vitória esmagadora sobre a humanidade e a trama ocorre após a tomada do poder pelos invasores. Em alguns casos, os alienígenas não vem do espaço sideral, mas das profundezas da Terra ou de outra dimensão. E, em algumas obras de ficção, os invasores podem não ser realmente alienígenas, mas criaturas demoníacas.

### Infiltração alienígena
É uma variação familiar do tema da invasão alienígena. Neste cenário, os invasores tipicamente assumem forma humana e podem se mover livremente através da sociedade humana, inclusive ao ponto de assumir posições de comando. Este tipo de invasão geralmente enfatiza medos paranóicos e foi muito comum nos Estados Unidos durante a Guerra Fria, com a suspeita de agentes comunistas infiltrados em toda parte, mas tem sido comum no decorrer de qualquer época de mudança e agitação social. Os exemplos clássicos desta variação incluem Invasion of the Body Snatchers, a gradual transformação de humanos em alienígenas "híbridos" nas séries de TV Invasion, Threshold, Invader Zim, em The Puppet Masters  de Robert A. Heinlein e no conto  Who Goes There? de John W. Campbell, Jr., a qual foi filmada em 1951 por Howard Hawks como The Thing from Another World, e que teve uma adaptação mais fiel realizada por John Carpenter em 1982 como The Thing.

### Ocupação alienígena
Cenário que pode ocorrer em muitas histórias de invasão. Em resumo, os alienígenas vencem, ocupam a Terra e dominam a civilização humana, ao menos até que a resistência humana derrube os alienígenas e/ou seus governos fantoches. Muitas histórias de ocupação são influenciadas por invasões humanas reais conduzidas por governos totalitários, tais como a Alemanha Nazi, na qual os invasores extraterrestres apóiam as infraestruturas de governo humano existentes que bem recebam os novos senhores alienígenas ou que excluam governos opositores e os reconstruam a sua própria imagem e reforcem sua soberania através do uso de colaboradores e da polícia secreta. Exemplos da vida sob ocupação alienígena podem ser vistos na série de TV V, na série de livros The Tripods de John Christopher e a série de jogos de computador Half-Life.

### Incursões alienígenas
São invasões extraterrestres de curta duração. Os alienígenas são incapazes de suportar uma invasão em larga escala devido ao seu número reduzido e em vez disso, usam o choque de sua chegada para espalhar o terror. Outras histórias seguindo esta linha de raciocínio mostram os alienígenas conduzindo incursões de reconhecimento e sondagem da população da Terra e, especialmente, de suas forças militares. Também, os invasores tentam escolher pontos isolados, tais como desertos, fazendas em áreas rurais nos Estados Unidos, como área de observação ou zona de pouso. Este tipo de trama provê uma possibilidade melhor de que pequenos grupos, como policiais e militares locais, ou mesmo cidadãos comuns, tenham a capacidade de repelir os invasores e voltar à vida normal após o evento. Por causa de restrições orçamentárias, esta variação era bastante comum em filmes B de ficção científica da década de 1950, tais como It Came from Outer Space, Teenagers From Outer Space e Plan 9 From Outer Space.  Também aparece no filme Signs, visto que os invasores não desejam que as potências mundiais retaliem usando armas nucleares.

### Invasão alienígena benevolente
Esse tema raramente tem sido explorado na ficção. Com este tipo de história, os invasores, num tipo de "fardo do homenzinho cinza/verde", colonizam o planeta num esforço para disseminar sua cultura e "civilizar" os nativos "bárbaros" ou observar secretamente e ajudar os terrestres a salvarem-se de si mesmos. O primeiro tema compartilha muitas características com a ficção de ocupação hostil, mas os invasores tendem a encarar os povos dominados como educandos ou iguais, em vez de cobaias e escravos. O segundo tema, do observador oculto, é um tema paternalista/maternal. Nesta ficção, os alienígenas intervém nos assuntos humanos para evitar que estes se destruam a si mesmos, tais como Klaatu e Gort em The Day The Earth Stood Still, alertando os líderes da Terra para abandonar seus métodos belicistas e exortando-os a se juntar a outras civilizações de viajantes espaciais antes que se auto-destruam ou sejam destruídas por uma união interestelar. Outros exemplos de uma invasão alienígena benéfica é o filme para TV The Questor Tapes, de Gene Roddenberry e o episódio "Assignment: Earth" da série "Star Trek" clássica, bem como Childhood's End de Arthur C. Clarke, o anime e a série de romances Crest of the Stars e a série de livros Uplift de David Brin.

### Invasão de demônios
Outra concepção de invasão alienígena é a invasão alienígena de demônios, na qual os invasores são demônios inspirados na Bíblia ou outra religião, que se infiltram na Terra, atacam a humanidade, assumem o controle da sociedade humana (disfarçados de humanos) e fazem guerra contra os santos, cumprindo os eventos descritos no Livro da Revelação ou outra profecia religiosa inventada para a história. Tanto a série de jogos de computador Doom e as séries hentai Legend of the Overfiend seguem esta concepção. O romance Childhood's End pode ser visto como uma forma de invasão alienígena demoníaca, por conta da aparência diabólica dos Mestres Supremos.

### Variações sobre o tema
Ocasionalmente, dois ou mais temas podem ser usados em conjunto. Por exemplo, os alienígenas podem inicialmente se infiltrar secretamente na sociedade e depois de ganhar a confiança humana, comecem a subitamente destruir as cidades da Terra, pegando os humanos completamente de surpresa. Outro exemplo disto ocorre em dois episódios da popular série de FC televisiva Stargate SG-1, onde uma raça alienígena conhecida como Aschen se torna amiga dos humanos e compartilham sua avançada tecnologia e medicina gratuitamente em troca de endereços de portais estelares. Mas, logo se torna claro que os Aschen, os quais juntamente com os terrestres descendem de antigos viajantes espaciais humanos, pretendem lentamente erradicar os terrestres, tornando homens e mulheres inférteis para que a espécie desapareça em algumas gerações.
Um ângulo adicional é providenciado pelo conceito de invasão alienígena no passado, com um período do passado recente ou distante servindo como cenário de invasões alienígenas de algum dos tipos anteriormente mencionados. O mais ambicioso proje(c)to deste tipo parecem ser as séries de história alternativa WorldWar e Colonization de Harry Turtledove, onde alienígenas reptilóides pousam na Terra em 1942 e lançam-se à conquista, forçando os lados opostos da II Guerra Mundial a se unir contra elas. Em Slideslip, de Ted White e Dave Van Arnam, um detetive particular de Nova York vai parar numa realidade alternativa onde a Terra foi ocupada por humanóides interestelares apelidados de "Anjos", que pousaram em 1938 aproveitando-se da confusão que se seguiu à transmissão do programa de rádio War of the Worlds feito por Orson Welles e que, desde então, tem governado a Terra como uma colônia. Em Starspawn de Kenneth Von Gunden, a Terra é infiltrada por pequenos parasitas alienígenas capazes de se unir a um ser humano e controlá-lo – semelhante ao cenário do já mencionado The Puppet Masters de Heinlein – exceto que a invasão ocorre na Idade Média inglesa, contra o pano de fundo de cavaleiros sitiando um castelo. Num cenário similar, na High Crusade de Poul Anderson, uma nave alienígena pousa numa vila medieval inglesa, mas os excessivamente confiantes aspirantes a conquistadores passam um mau pedaço quando descobrem que não são imunes a espadas e flechas; os humanos tomam conta da espaçonave e com ela começam a construir um império interestelar, mas perdem o conta(c)to com a Terra, onde a história segue seu curso normal. O filme Star Trek: First Contact, de 1996, lida amplamente com este tema, embora o quadro referencial esteja situado no futuro: os Borgs vêm à Terra em 2063, cerca de dois ou três séculos antes dos eventos relevantes no universo de "Star Trek", numa tentativa de impedir que a Federação dos Planetas Unidos venha a se tornar uma realidade.

## Exceções notáveis
O tratamento clássico foi dado por The War of the Worlds de H. G. Wells. Outros tratamentos postularam invasões biológicas (Invasion of the Body Snatchers) ou culturais (série Uplift de David Brin). O filme cult de 1988 They Live usa sua própria história de infiltração alienígena como pano de fundo para uma sátira à América de Ronald Reagan e aos anos 1980, vistos como uma era de consumismo exacerbado, na qual alienígenas e membros humanos da elite oprimem os humanos empobrecidos e uma classe média que encolhe.
John Kessel faz uso da metáfora da invasão alienígena em seu conto Invaders, fazendo um paralelo entre a invasão da Terra pela raça alienígena "Krel" e a conquista do Peru pelo espanhol Francisco Pizarro, como que para ilustrar o horror do acontecimento real.